# Miguel Ángel López (ciclista)
Miguel Ángel López Moreno (Pesca, Boyacá, 4 de fevereiro de 1994) é um ciclista profissional colombiano que actualmente corre para a equipa kazaque Astana Pro Team.

## Biografia

### 2014
Teve uma destacada primeira temporada 2014 em amadores, ganhando a Clássica de Samacá mais 2 etapas e a Volta da Juventude. Mas foi até agosto em onde conseguiu o seu primeiro grande triunfo com a sua vitória no Tour do Porvenir. Em setembro de 2014 se oficializou o seu contrato com o Astana por duas temporadas.

### 2015
Na sua primeira temporada no World Tour, começou competindo no campeonato nacional de estrada da Colômbia, onde ficou oitavo (8°). Em meados da temporada participou da Volta a Suíça, onde finalizou na sétima (7°) lacuna da geral. Em agosto, competiu na Volta a Burgos, ali vestiu a t-shirt de líder por um dia e ganhou uma etapa.

### 2016
Em janeiro ganhou uma etapa do Tour de San Luis, ocupando assim o quarto (4°) posto na geral e o primeiro na classificação sub-23.
Obteve nesta temporada o seu primeiro triunfo numa competição do UCI WorldTour com a vitória na classificação geral da Volta a Suíça, depois de destacar nas etapas de montanha e tendo uma boa actuação na contrarrelógio individual.
Participou na Volta a Espanha, mas na terceira etapa teve uma forte queda que lhe provocou traumatismo facial e que perdesse várias peças dentais. Na etapa 6, abandonou devido a outra queda e o facto de não poder se alimentar devidamente.
Após a sua recuperação, competiu na clássica Milão-Turin, onde se coroou campeão.
No mês de novembro, durante um treinamento na Colômbia, sofreu uma queda que lhe causou um rompimento da tíbia. Para a sua recuperação, tomou-lhe aproximadamente 4 meses.

### 2017
No ano 2017 correu a Volta a Espanha de 2017 no que dá a surpresa ganhando duas etapas ao superar a rivais como Nibali, Zakarin ou Froome. Ao final terminou 8° na Classificação Geral, ganhando o prêmio do periodico "As" de Espanha ao melhor jovem da Volta.

## Palmarés
2014
- Volta da Juventude da Colômbia, mais 1 etapa
- Tour do Porvenir, mais 1 etapa

2015
- 1 etapa da Volta a Burgos

2016
- 1 etapa do Tour de San Luis
- 1 etapa do Tour de Langkawi
- Volta a Suíça
- Milão-Turin

2017
- 1 etapa da Volta a Áustria
- 1 etapa da Volta a Burgos
- 2 etapas da Volta a Espanha

2018
- 1 etapa do Tour de Omã
- 1 etapa do Tour dos Alpes

## Resultados nas Grandes Voltas e Campeonatos do Mundo
Durante sua carreira desportiva tem conseguido os seguintes postos nas Grandes Voltas e nos Campeonatos do Mundo:
| Carreira               | 2015 | 2016 | 2017 | 2018 |
| ---------------------- | ---- | ---- | ---- | ---- |
| Giro d'Italia          | -    | -    | -    |      |
| Tour de France         | -    | -    | -    | -    |
| Volta a Espanha        | -    | Ab.  | 8º   | -    |
| Mundial em Estrada     | Ab.  | -    | -    | -    |
| Mundial Contrarrelógio | -    | -    | -    | -    |

-: não participa 
 Ab.: Abandona

## Equipas
- Indeportes–Loteria de Boyacá (2014)
- Astana Pro Team (2015-)